# Манучехр II
Манучехр II (Менучихр) — царь Персиды в середине II века.

Манучехр II был царём Персиды — вассальным властителем в Парфянской державе. По мнению авторов Ираники, предшественником правившего в середине II века Манучехра II был Артаксеркс III. Сыном Манучехра II мог быть Манучехр III, а непосредственным преемником — Безымянный царь Персиды III.
Для нумизматического материала Манучехра II, как и для нескольких других царей Персиды из «семейства Манучехра», характерно наличие изображения лица правителя на только на аверсе, но и на реверсе монет. По замечанию иранского исследователя Х. Резахани, бюст царя окружён ореолом солнечных лучей — знаком Митры, что может свидетельствовать об особом интересе к этому богу.